# Daniel Minea
Daniel Minea (n. 26 decembrie 1961) este un fotbalist român, care a jucat pentru echipele Steaua București, FC Olt, Sint-Niklase (Belgia)